# Every Which Way But Loose
Every Which Way But Loose is een Amerikaanse actiekomedie uit 1978 met Clint Eastwood in de hoofdrol. De film werd uitgebracht door Warner Bros. De film is geproduceerd door Robert Daley en geregisseerd door James Fargo.
Clint Eastwood speelt een komische rol als Philo Beddoe, een vrachtwagenchauffeur en straatvechter, die door het Amerikaanse Westen zwerft op zoek naar een verloren liefde (actrice Sondra Locke). Hij wordt bij zijn zoektocht vergezeld door zijn broer / manager, Orville (acteur Geoffrey Lewis), en zijn Orang-oetan, Clyde. Tijdens zijn zoektocht slaagt Philo er in een bonte verzameling personages te kruisen, waaronder een paar politieagenten en een hele motorbende (de Black Widows), die hem uiteindelijk achterna jagen.
Eastwood kreeg het advies de film niet te maken. De film zou niet bij zijn imago passen na het maken van een aantal Dirty Harry-films. Eastwood besloot het toch te doen en de film werd, ondanks de slechte recensies, een enorm groot succes.

## Plot
Philo Beddoe (Clint Eastwood) is een trucker die zijn geld verdient met blote vuisten in illegale bokswedstrijden. Zijn broer en manager Orville (Geoffrey Lewis) en zijn grootste vriend Clyde de Orang-oetan vergezellen hem altijd. Philo wordt regelmatig vergeleken met de legendarische prijsvechter Tank Murdock. Tijdens een avond stappen in zijn vaste club, de Palomino-bar, ontmoet hij de countryzangeres Lynn Halsey-Taylor (Sondra Locke) en valt als een blok voor haar. Als hun relatie een beetje vorm begint te krijgen, is de camper van Lynn plotseling verdwenen van de camperplaats. Philo is er van overtuigd dat zij de ware liefde is en besluit haar achterna te reizen naar haar woonplaats Denver, Colorado. Orville en Clyde vergezellen hem bij de reis.
In de Palomino-bar krijgt Philo een aanvaring met twee politieagenten in hun vrije tijd. Als zij de plannen van Philo horen om naar Denver te reizen, besluiten ze hem achterna te gaan om hem een lesje te leren. Als Philo onderweg met Clyde ook nog problemen krijgt met leden van de motorclub The Black Widows, is de chaos compleet.

## Cast
| Acteur            | Personage                       |
| ----------------- | ------------------------------- |
| Clint Eastwood    | Philo Beddoe                    |
| Geoffrey Lewis    | Orville Boggs                   |
| Sondra Locke      | Lynn Halsey-Taylor              |
| Beverly D'Angelo  | Echo                            |
| Ruth Gordon       | "Ma" Boggs                      |
| Walter Barnes     | Tank Murdock                    |
| Roy Jenson        | Woody                           |
| James McEachin    | Herb                            |
| John Quade        | Cholla, leider The Black Widows |
| Bill McKinney     | Dallas                          |
| William O'Connell | Elmo                            |
| Dan Vadis         | Frank                           |
| Gregory Walcott   | Putnam                          |
| Janet Louise Cole | Meisje in Palomino-bar          |
| Bruce Scott       | Schyler                         |
| George P. Wilbur  | Church                          |
| Manis             | Clyde de orang-oetan            |